# Los Pozos, Veracruz
Los Pozos är en ort i Mexiko.   Den ligger i kommunen Platón Sánchez och delstaten Veracruz, i den sydöstra delen av landet, 220 km norr om huvudstaden Mexico City. Los Pozos ligger 72 meter över havet och antalet invånare är 374.
Terrängen runt Los Pozos är platt. Runt Los Pozos är det ganska tätbefolkat, med 129 invånare per kvadratkilometer. Närmaste större samhälle är Platón Sánchez, 12,1 km sydost om Los Pozos. Omgivningarna runt Los Pozos är en mosaik av jordbruksmark och naturlig växtlighet.